# Robert Fitz Richard
Robert Fitz Richard (* 1064; † 1136 in Essex) war ein anglonormannischer Adliger.

## Leben
Robert gehörte der Familie der Clares an und war ein jüngerer Sohn von Richard de Bienfaite (um 1030–1091), Lord of Clare and Tonbridge, und Rohese Giffard (* um 1034), der Tochter von Gautier Giffard, Lord of Longueville, und Agnes Flatel.
König Heinrich I. belehnte ihn mit der feudalen Baronie Little Dunmow in Essex und verlieh ihm das Erbamt des Konstablers von Baynard’s Castle in der City of London. Der König hatte diese Güter zuvor 1110 von William Baynard, dessen Großvater Ralph Baynard der erste Inhaber und Erbauer von Baynard’s Castle war, eingezogen.
Robert war Steward unter König Heinrich I. (1100–1135) und unter König Stephan (1135–1154).

## Ehe und Nachkommen
Robert heiratete um 1114 Matilda de St. Liz, Tochter von Simon I. de Senlis, Earl of Northampton, und Maud of Huntingdon. Mit ihr hatte er mindestens zwei Kinder:
- Sir Walter Fitz Robert, (* um 1124) ⚭ Maud de Lucy – Eltern des Robert FitzWalter;[5]
- Maud Fitz Robert (* um 1132) ⚭ um 1146 William d’Aubigné, Lord of Belvoir – Eltern des William d’Aubigné.